# Lars von Saldern
Lars von Saldern (* 28. Oktober 1965 in Neuss als Lars Kamper) ist ein deutscher Schauspieler, Autor und Drehbuchautor.

## Leben
Lars Kamper machte sein Abitur an der evangelischen Landesschule zur Pforte.
Zu Beginn seiner Karriere gewann er den Drehbuchpreis des Landes NRW, für das Drehbuch „Straßenflimmern“, das die Grundlage für die ARD-Dokumentation „Frankfurt Bronx“ lieferte. Inhaltliche Differenzen führten zu seiner Distanzierung von dem Film. Er schrieb für die Serie “Schwarz greift ein”  das Drehbuch „Durchgebrannt“.
Als Schauspieler spielte er in Deutschland in unterschiedlichen TV- und Theaterproduktionen, zum Beispiel im Fritz Remond Theater in Frankfurt „Gilley“ in „Ich bin nicht Rappaport“ und Marcel Cerdan und Theo Sarapo in „Piaf“.
1996 zog er nach Los Angeles und wurde dort Mitglied des Tracy Roberts Actors Studio.
In den USA befasste er sich mit dem Thema Filmproduktion, Finanzierungsverhandlungen mit MGM und Universal führend involviert. Daraufhin wurde er Mitglied der Producers Guild of America. Er war der verantwortliche Produzent und Autor der Dokumentation „Deeds Not Words“ für den Discovery Channel mit seinen Partnern Ramon Alfonso und Jochen Kunstler (* 1968).
Er war außerdem einer der Produzenten des Spielfilms „Gone To Maui“ für Hallmark, in dem er auch die Hauptrolle spielte. Außerdem co-produzierte er den TV-Piloten „Mercenaries of the Lord“ (TBN) und spielte in verschiedenen Independent Filmen. 2004 zog er wieder zurück nach Deutschland. Bis 2008 trat er unter dem Namen Lars Kamper auf. 2008 heiratete er die ehemalige Basketball-Nationalspielerin Sophie von Saldern und nahm ihren Namen an.
Lars von Saldern schrieb den Roman „Operation Schauspieler“, erschienen 2011 im Verlag Federfrei, und zusammen mit Joachim Laupp „Der Weg des modernen Samurai – Achtsamkeit als Wegkunst“, das 2014 als Book on Demand publiziert wurde.

## Hörspiele (Auswahl)
Sprecher:
- 1987: Frank Werner: Familienanschluß, Regie: Klaus Ickert (Hörspiel, HR)
- 1988: Isabella Kreim, Ulli Stephan: Beziehungen, Regie: Ulli Stephan (Kurzhörspiel, HR)